# Arena Porte de La Chapelle
L'Arena Porte de La Chapelle (també coneguda sota el seu nom de projecte Paris Arena II i el seu nom comercial Adidas Arena) és un estadi polivalent i modular situada al barri de La Chapelle de París (18è districte). Inaugurada l'11 de febrer de 2024, el pavelló té una capacitat de 8.000 persones per a esdeveniments esportius i de 8.500 per a concerts i espectacles. És l'estadi on juga el club Paris Basketball, així com el PSG Handball en les grans cites.
Inicialment estava programat per acollir els esdeveniments de lluita lliure i el bàsquet masculí dels Jocs Olímpics d'estiu de 2024, abans d'acollir el torneig paralímpic de tennis taula. Finalment, hi tindran lloc les proves olímpiques de bàdminton i després de gimnàstica rítmica, seguides per les de parabàdminton i aixecament de peses.

## Història
L'Arena II va ser construïda entre principis de març de 2020 i 2024; finançada per la constructora Bouygues.
Encara que l'any 2019 s'havia projectat l'obra amb la idea d'obrir-ne a concurs els drets de denominació; el juliol de 2020, el Consell de París va acceptar a tràmit una proposta del grup comunista per batejar l'estadi amb el nom d'Alice Milliat, activista per l'esport femení. El nom de Milliat finalment no va ser acceptat, a causa de la pressió exercida per la batllessa Anne Hidalgo i els socialistes, que preferien mantenir la cessió del nom per sufragar una part del cost de les obres. El 8 de juliol de 2022, el Consell va votar a favor d'adjudicar el nom de l'estadi a Adidas que, per tant, va acabar anomenant-se Adidas Arena. A canvi, Alice Milliat passaria a donar nom a l'esplanada de davant de l'Arena.
El pavelló polivalent va ser inaugurat l'11 de febrer del 2024 amb motiu del partit entre el Paris Basketball i el Saint-Quentin, corresponent a la Lliga francesa de bàsquet i que van guanyar els locals per 87 a 65.

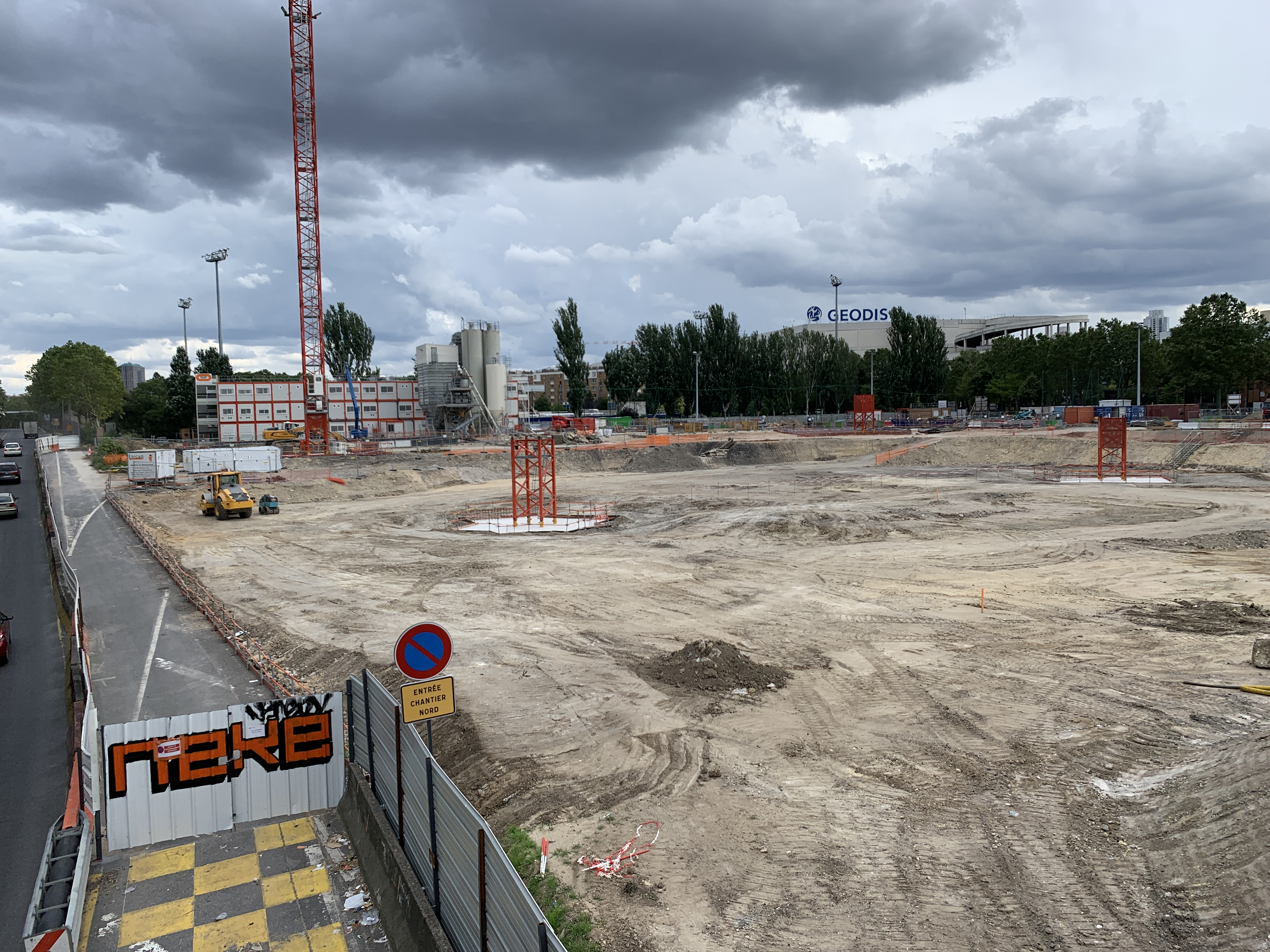
Inici de la construcció, Juliol 2021.
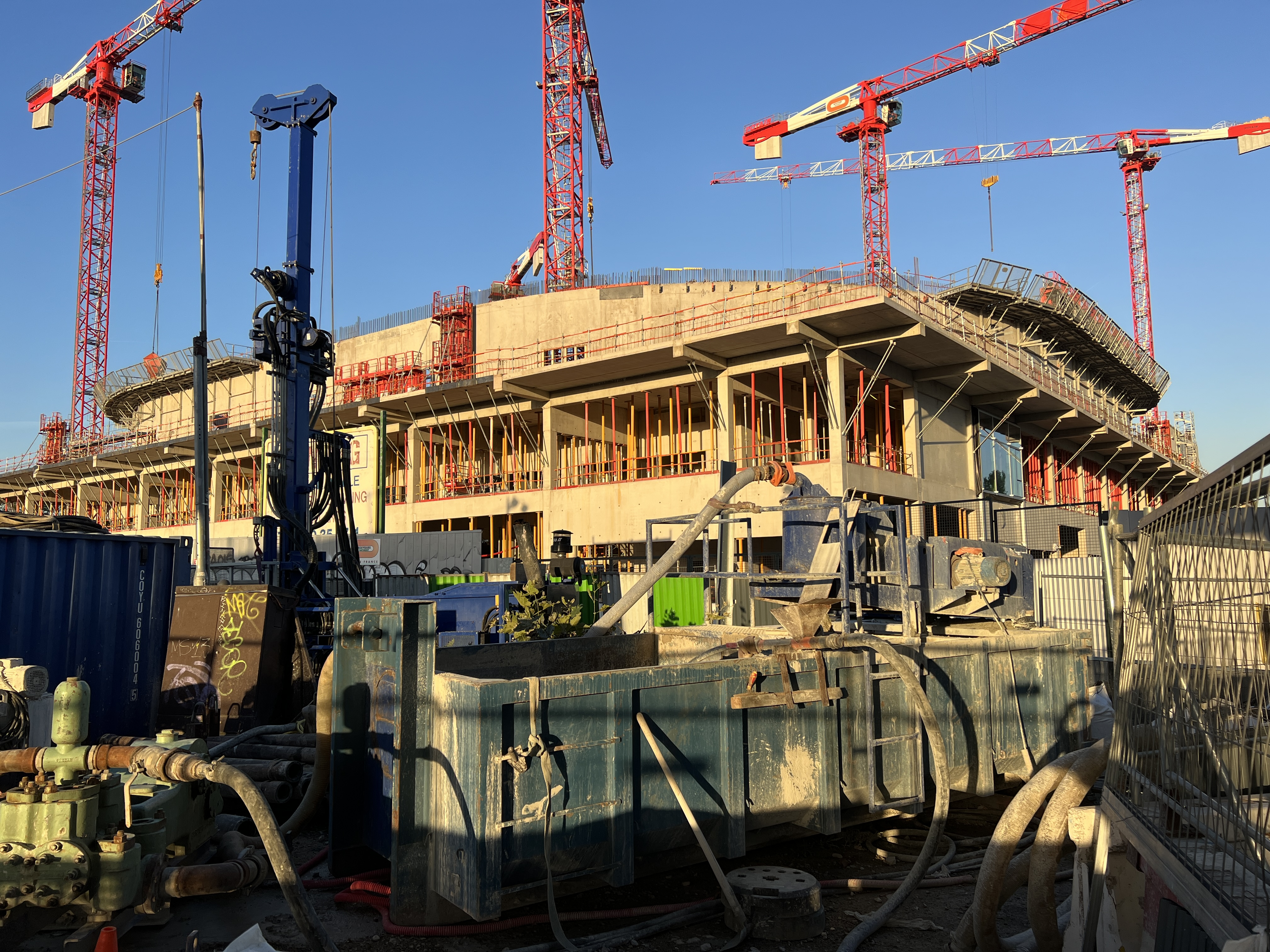
Construcció de la teulada, Octubre 2022.
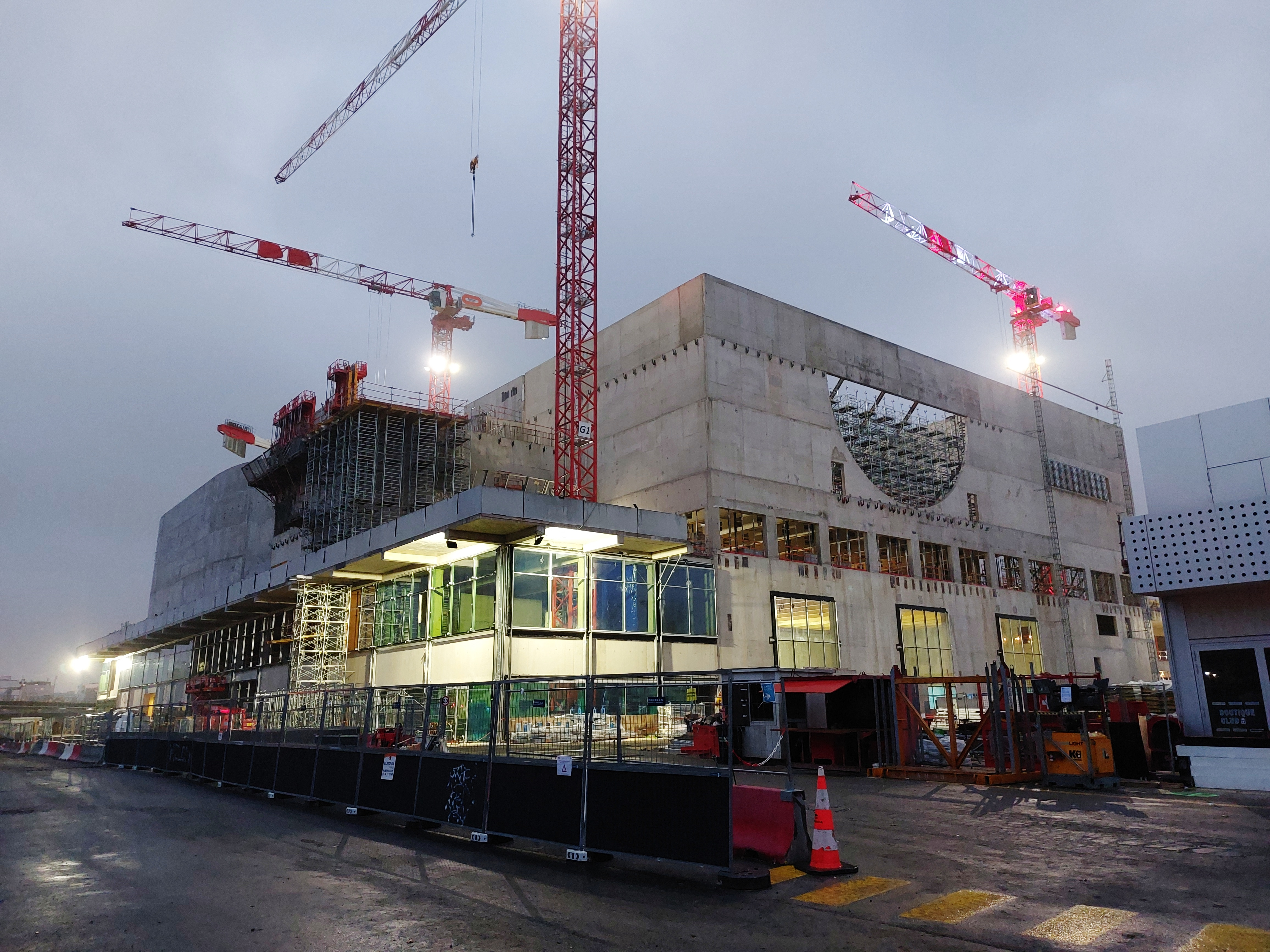
Les obres, 2022.
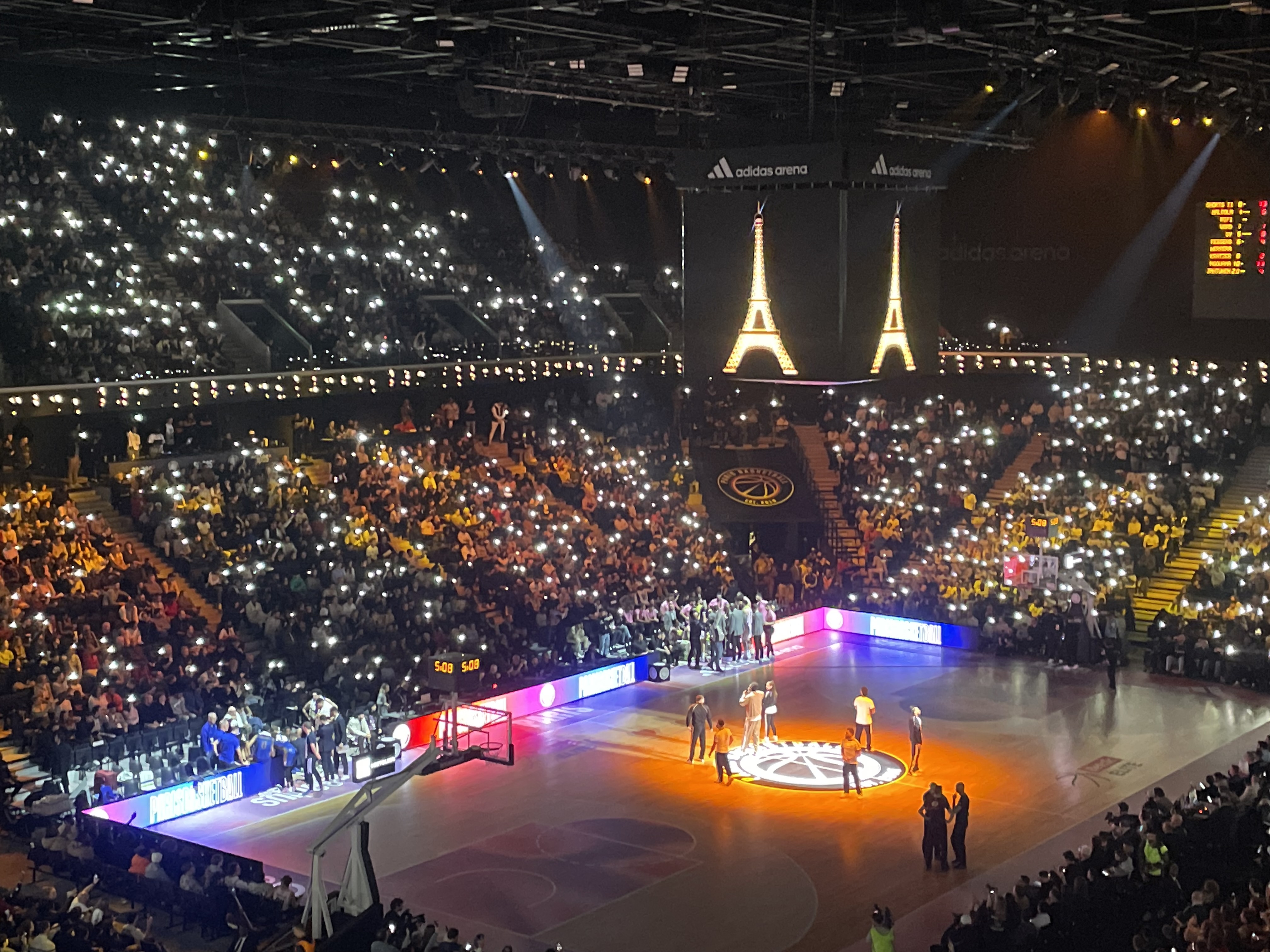
Animació durant la festa inaugural

## Descripció
Amb una superfície de 20.000 m², l'Arena Porte de la Chapelle inclou una gran sala polivalent amb 8.000 seients, així com dos gimnasos anomenats Alice Coachman i Aimée Lallement destinats a clubs i residents locals.
L'Arena Porte de la Chapelle també pot acollir concerts. La seva capacitat és de 8.500 persones per a aquest tipus d'esdeveniments.
Els seients de l'estadi van ser produïts a partir de residus plàstics reciclats pel transformador Le Pavé.